# Бошемен, Франсуа
Франсуа́ Бошемен (фр. François Beauchemin; 4 июня 1980, Сорель-Трэси, Канада) —профессиональный канадский хоккеист, защитник, Анахайма. Обладатель Кубка Стэнли 2007 в составе «Анахайм Дакс».

## Игровая карьера

### Клубная карьера
Франсуа Бошемен был выбран на драфте НХЛ 1998 года клубом «Монреаль Канадиенс» в третьем раунде. За монреальцев он провел одну игру в сезоне 2002/03 против «Миннесоты Уайлд» 27 февраля 2003 года, после чего был отправлен в АХЛ, где и провел следующие два сезона. 15 сентября 2004 года Бошемена с драфта отказов «Монреаля» забрал «Коламбус Блю Джекетс», но из-за локаута дебютировать за «Коламбус» Бошемен смог только через год в матче против «Вашингтон Кэпиталз». За «Блю Джекетс» Бошемен провел всего 11 матчей, после чего его вместе с Тайлером Райтом обменяли в «Майти Дакс оф Анахайм» на Сергея Фёдорова и выбор в пятом раунде драфта 2006 года.
Франсуа сразу стал основным защитником команды, проведя за «Анахайм» 61 матч в регулярном чемпионате и ещё 16 игр в плей-офф. 18 ноября 2005 года Бошемен сыграл первую игру за «уток» — против «Колорадо Эвеланш», а уже 6 декабря забросил первую шайбу в НХЛ в ворота Мартина Гербера из «Каролины». В следующем сезоне клуб из Анахайма был переименован в «Анахайм Дакс» и впервые в своей истории выиграл Кубок Стэнли. Бошемен внес свой вклад в достижение этой победы, набрав 28 очков в регулярном чемпионате и ещё 16 очков в плей-офф, отметившись заброшенной шайбой в заключительном матче финальной серии против «Оттавы Сенаторз».
14 ноября 2008 года в матче против «Нэшвилл Предаторз» Бошемен получил травму колена, из-за которой был вынужден пропустить почти весь регулярный сезон. 1 июля 2009 года Бошемен стал неограниченно свободным агентом, но «Анахайм» не предложил ему новый контракт, и 6 июля Франсуа перешёл в «Торонто Мейпл Лифс», подписав с клубом трехлетний контракт на сумму 3,8 млн долларов в год.

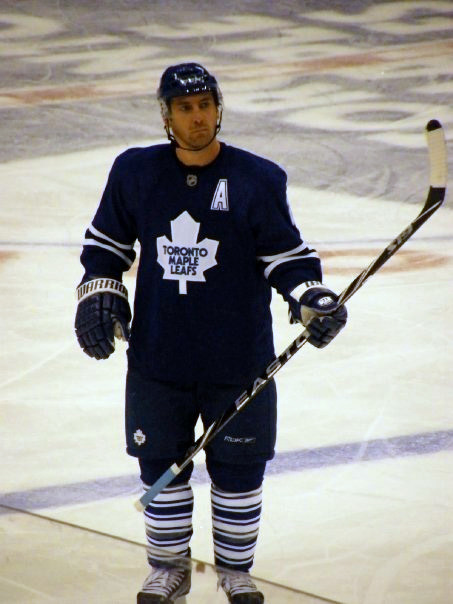
Франсуа Бошемен в составе «Торонто Мейпл Лифс»

В конце ноября 2009 года у Бошемена на тренировке случился конфликт с нападающим Михаилом Грабовским, который едва не перерос в драку, но игроков успели разнять. Как позже заявил главный тренер «Торонто» Рон Уилсон, инцидент произошёл из-за обсуждения телесериала. 9 февраля 2011 года «Торонто» обменял Бошемена в «Анахайм» на Джоффри Лупула, Джейка Гардинера и выбор в четвёртом раунде драфта-2013. Всего за неполные два сезона Франсуа Бошемен сыграл за «Мейпл Лифс» в 136 матчах, в которых отметился 38 очками. Как заявил после обмена генеральный менеджер «Дакс» Боб Мюррей, Бошемена неправильно использовали в «Торонто» и теперь в своей новой старой команде под руководством Рэнди Карлайла он вернется к своему прежнему игровому стилю.
21 января 2012 года Бошемен продлил контракт с «Анахаймом» на три года.
1 июля 2015 года Бошемен, будучи неограниченно свободным агентом, перешёл в «Колорадо Эвеланш» и подписал с клубом трёхлетний контракт на сумму $ 4,5 млн в год.
15 июня 2017 года «Колорадо» выкупил последний год контракта игрока, и защитник подписал 1-летний контракт на $ 1 млн с «Анахайм Дакс».
Сезон 2017/18 провёл в составе «Анахайма», после его окончания объявил о завершении спортивной карьеры.
Всего за карьеру в регулярном чемпионате НХЛ провёл 903 игры, набрал 288 (76+212) очков при суммарном показателе полезности +14 и штрафном времени 480 мин. В плей-офф — 101 игра, 39 (10+29) очков, +1 и 80 минут.

### В сборной
Бошемен был в расширенном списке кандидатов в состав сборной Канады на Олимпиаде в Ванкувере, но в итоговый список не попал. Он был в составе сборной на постолимпийском Чемпионате мира в Германии, где канадцы выступили неудачно, проиграв три из шести матчей на групповом этапе и выбыв в четвертьфинале от сборной России.